# Keep Calm and Carry On (альбом)
| Оценки критиков | Оценки критиков |
| Источник        | Оценка          |
| --------------- | --------------- |
| Allmusic        | [ 4 ]           |
| BBC             | (unfavourable)  |
| Daily Express   | [ 5 ]           |
| The Guardian    | [ 6 ]           |
| Guitarist       | [ 7 ]           |
| Virgin Media    | (favourable)    |

Keep Calm and Carry On  — седьмой студийный альбом уэльской рок-группы Stereophonics, вышедший 16 ноября 2009 года на лейбле Mercury Records. Продюсерами были гитарист и вокалист группы Келли Джонс, Джим Эббисс и Джим Лоу. Название альбома заимствовано с агитационного плаката, произведенного в Великобритании в 1939 году в начале Второй мировой войны и известного как Keep Calm and Carry On (рус. Сохраняйте спокойствие и продолжайте в том же духе).

## Об альбоме
Альбом получил умеренные отзывы музыкальных критиков и интернет изданий (59/100 от агрегатора обзоров и рецензий Metacritic), например, таких как, Allmusic, Daily Express, The Guardian, Guitarist; однако газета The Sunday Times назвала его «их лучшим альбомом»; The Independent назвал его «беспорядочным».

## Список композиций
Слова и музыка всех песен — Келли Джонса.
| №   | Название                | Длительность |
| --- | ----------------------- | ------------ |
| 1.  | «She's Alright»         | 3:27         |
| 2.  | «Innocent»              | 3:41         |
| 3.  | «Beerbottle»            | 3:54         |
| 4.  | «Trouble»               | 3:04         |
| 5.  | «Could You Be the One?» | 3:52         |
| 6.  | «I Got Your Number»     | 3:22         |
| 7.  | «Uppercut»              | 4:16         |
| 8.  | «Live 'n' Love»         | 3:45         |
| 9.  | «100mph»                | 4:15         |
| 10. | «Wonder»                | 3:44         |
| 11. | «Stuck in a Rut»        | 3:07         |
| 12. | «Show Me How»           | 4:42         |

| №   | Название                             | Длительность |
| --- | ------------------------------------ | ------------ |
| 13. | «Innocent» (live)                    | 4:03         |
| 14. | «I Stopped to Fill My Car Up» (live) | 6:49         |
| 15. | «You're My Star» (live)              | 6:05         |

## Персонал
Stereophonics
- Келли Джонс — вокал, гитара
- Ричард Джонс[англ.] — бас-гитара
- Адам Зиндани[англ.] — гитара, бэк-вокал
- Хавьер Уэйлер[англ.] — ударные

## Позиции в чартах

### Альбом
| Чарт (2009)        | Высшая позиция |
| ------------------ | -------------- |
| UK Albums Chart    | 11             |
| Irish Albums Chart | 32             |

### Синглы
| Год  | Название              | Высшая позиция |
| Год  | Название              | UK             |
| ---- | --------------------- | -------------- |
| 2009 | Innocent              | 54             |
| 2010 | Could You Be the One? |                |

## Сертификации
| Регион | Сертификация | Продажи |
| --- | ------------ | ------- |
| Великобритания (BPI) | Золотой      | 165,000 |
| * Данные о продажах приведены только на основе сертификации. ^ Данные о тиражах приведены только на основе сертификации. |              |         |